# عالم إحصاء
عالم الإحصاء هو عالم متخصص يستعمل الإحصائيات النظرية أو التطبيقية. يوجد تخصص علم الإحصاء في الشركات العاملة في كل من القطاعين الخاص والعام. وهذا العلم يجمع بين مبادئء ومفاهيم علم الإحصاء النظرية والخبرة المكتسبة في مجالات أخرى، ويعمل الإحصائيون كموظفين أو كمستشارين إحصائيين مستقلين.

## كيف يعمل علماء الإحصاء
وفقًا لمكتب الولايات المتحدة لإحصاءات الوظائف، فقد تم اعتبارًا من سنة 2014 تصنيف 26970 وظيفة كإحصائي في الولايات المتحدة. من بين هؤلاء الأشخاص المشتغلين بهذه الوظائف ، عمل حوالي 30 في المائة في هيئات حكومية (الفيدرالية أو الولائية أو المحلية). ولا بد من إضافة عدد كبير من الأشخاص الذين يستخدمون الإحصائيات وتحليل البيانات في عملهم دون أن يطلق عليهم تسمية موظفين إحصائيين مثل: علماء الرياضيات التطبيقيين، الإقتصاديين، علماء البيانات، محللي البيانات (التحليلات التنبؤية)، المحللين الماليين.
يشمل عمل الإحصائي التعاون مع الخبراء، وصياغة النمذجة الرياضية للظواهر المدروسة، ومحاكاة الظواهر المدروسة على أنظمة الحوسبة، وتصميم التجارب العشوائية وخطط أخذ العينات العشوائية، وتحليل النتائج التجريبية أو الاستقصائية، والتنبؤ بالأحداث المستقبلية مثل كميات مبيعات منتج معين. كما يشمل عملهم أيضا : تقديم المشورة بشأن الأساليب المختلفة لجمع البيانات ، وكذلك حول الأساليب والتقنيات الإحصائية، وتحديد مدى موثوقية نتائج تطبيقاتها ،لا سيما في مجالات مثل التجارة أو الطب وكذلك قطاعات أخرى مثل العلوم الطبيعية أو العلوم الاجتماعية أو علوم الحياة.

## وصلات خارجية
المعهد الوطني للإحصاء والدراسات الاقتصادية بفرنسا